# Colțu Cornii
Colțu Cornii es una localidad rumana de la comuna de Grozești, en el condado de Iași.

## Historia
Hacia finales del siglo XIX la localidad, que por entonces pertenecía a la comuna de Sălâgeni, en el antiguo condado de Fălciu, tenía contabilizada una población de 283 habitantes.
En la segunda mitad del siglo XX la localidad había pasado a formar parte de la comuna de Grozești, en el condado de Iași. En el censo de 2021 la localidad tenía una población de 419 habitantes.